# Red Leicester
Leicester, of Red Leicester, is een brokkelige Engelse kaas van koemelk. Hij krijgt zijn oranje kleur doordat tijdens de productie anatto wordt toegevoegd.  De kaas gaat goed samen met wijn of bier.